# De Beauvoir (cratère)
Pour les articles homonymes, voir Beauvoir.
de Beauvoir est le nom d'un cratère d'impact présent sur la surface de Vénus.
Le cratère a ainsi été nommé par l'Union astronomique internationale en 1991 en hommage à l'écrivaine et philosophe française Simone de Beauvoir.
Son diamètre est de 52,5 km. Il se situe dans la région du quadrangle de Niobe Planitia (quadrangle V-23).